# Nové Vyklantice
Nové Vyklantice (německy Neu Wiklantitz) je jižní část obce Vyklantice v okrese Pelhřimov. V roce 2009 zde bylo evidováno 16 adres. V roce 2001 zde trvale žilo 29 obyvatel.
Nové Vyklantice leží v katastrálním území Vyklantice o výměře 6,81 km2.